# ユニオン・パシフィック鉄道の電気式ガスタービン機関車

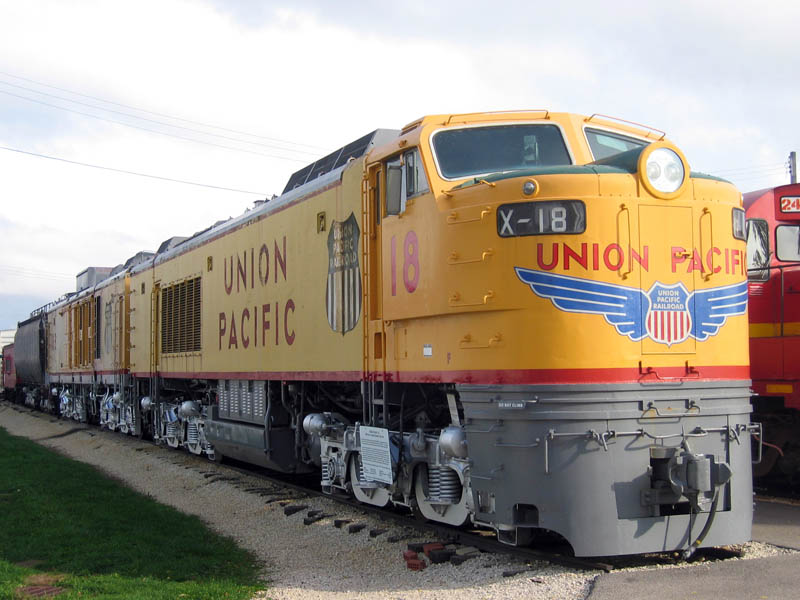
イリノイ鉄道博物館に保存中の第3世代のガスタービン機関車、UP18号

ユニオン・パシフィック鉄道の電気式ガスタービン機関車(ユニオンパシフィックてつどうのでんきしきガスタービンきかんしゃ)は、アメリカ合衆国の鉄道会社、ユニオン・パシフィック鉄道 (UP)が使用していた電気式ガスタービン機関車(Gas turbine-electric locomotive、略してGTEL)全車両を指す。UPは、世界中で最も多くのGTELを所有していた。
試作車は1948年に投入され、以降、55両が量産された。1969年末までに運用を終了した。

## 開発の経緯
UPは最大で最良の機関車を手に入れる事を長年の習慣としてきた。1930年代においては2両の蒸気タービン機関車を試験的に導入したが、これは失敗に終わった。第二次世界大戦前、UPはディーゼル機関車を旅客輸送に導入したが、4両のディーゼル機関車と1両の蒸気機関車の出力が同等であったので、また別の大出力機関車を探した。やがて、UPは保守・修繕費用が機関車の出力とは無関係であり、少数の大出力機を導入した方が経済的であることに気づいた。
ゼネラル・エレクトリック(GE)は、当時発展しつつあった航空機向けのガスタービンエンジンを機関車の動力として取り入れる事を提案していた。UPは、GTELのポテンシャルを測るには、実際に幹線で貨物列車牽引に充当するのが最善だと考えた。高速での長距離連続走行を実現するには、タービンが安定して高回転を持続できなければならないからである。

## 試作機 GE101(UP50)
UPがGTELに興味を示すと、1948年、アルコGEは試作車両GE101を製造した。北東部の試験のあと、ロードナンバー50とされた。これをもって、本形式をUP50と称することがある。UPのアーマーイエローに塗装され、さらなる試験が続けられた。
試作機は両端に運転台を備えていた。その形状は同時期に製造されていたアルコFAに似ている。車体側面には大型のルーバーが多数あり、さまざまなパターンで開けたり閉じたりすることができた。
搭載するガスタービンエンジンの出力は4,800馬力(3,600kW)、駆動力としては4,500馬力(3,400kW)が充てられた。この出力は、当時のディーゼル機関車の倍以上であった。
ガスタービンエンジンのほかに小型のディーゼルエンジンを搭載し、単機での移動やタービンの始動時に使用された。ガスタービンエンジンは、始動するまでこのディーゼルエンジンで回転を与えられ、そこに燃料を投入することで始動する。一度始動したら、燃料は自動的にC重油に切り替わる。また、粘度の高い燃料を過熱して流体化するために、蒸気発生装置も搭載していた。
車軸配置に特徴があり、2軸台車を前後に2組ずつ配置したB+B-B+Bである。それぞれ2つを1組として台車中心部がスパン・ボルスターと呼ばれる梁で連結されており、そのスパン・ボルスターの中心部が車体と接続することで、擬似的なボギー構造となっていた。
車重は500,000ポンド(230トン)、車体長は80フィート(24m)であった。
この試作車はUPの所有とはならず、後述する量産が開始された1952年よりGEのエリー工場にて黒色塗装に変更され、「101」という番号をペイントされて保存されたが現存しない。

## 第一世代(UP51〜60)

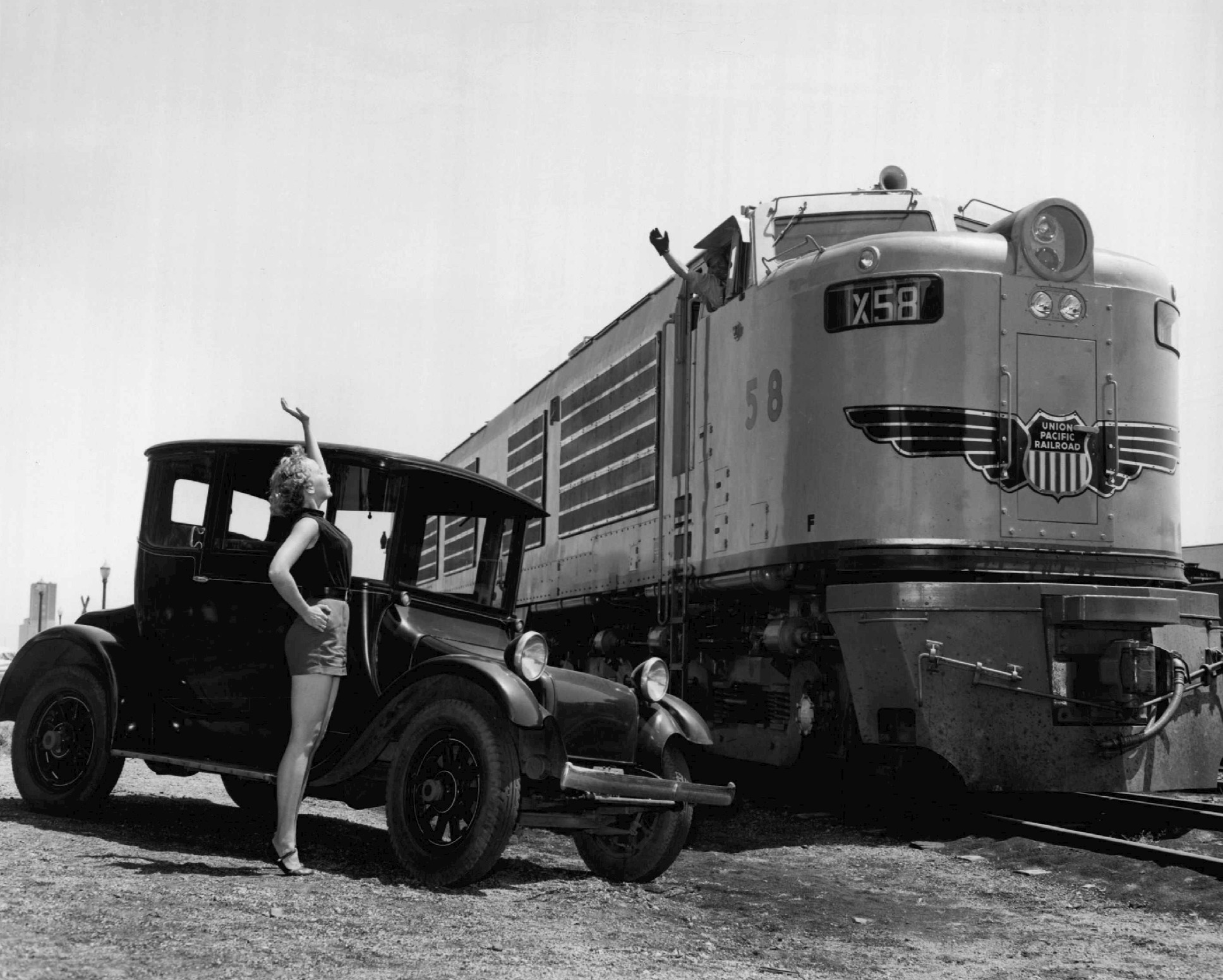
1923年に製造された自動車と並ぶ第一世代ガスタービン機関車58号

1952年、量産車としてロードナンバー51から60の10両が納入された。騒音が大きいのでビッグ・ブロウズ(Big Blows、すなわち大送風機)とニックネームがつけられた。試作機とのもっとも大きな違いは、運転席が片側だけになった点である。また、側面のルーバーの形状が変更されたほか、細かな意匠が変更された。
量産車以降のGTELのほとんどは、燃料を搭載したテンダーを装備することになった。テンダーは、旧式の蒸気機関車の炭水車を改造することで賄った。容量は23,000ガロン(87,000リットル)であった。テンダーには総括制御装置が引き通され、先頭のGTELが後部に接続された他機を制御することができた。牽引トン数が増加すると、ディーゼル機関車をも制御できるようにされた。
57号のみプロパン燃焼に改造され、液化燃料を搭載したタンク車をテンダーとして使用した。この燃料は燃焼ガスはきれいだったが、輸送が困難だった。他に改造された車両はなかった。
当初、UPはこれら量産車をビッグボーイの置き換え用として使用するつもりであった。また、ロサンゼルス〜ソルトレイクシティ間での使用も検討されたが、ロサンゼルスで運行するには騒音が大きすぎたので、実現しなかった。
この51〜60号の足回りは、廃車後、U50に転用された。

## 第二世代(UP61〜75)

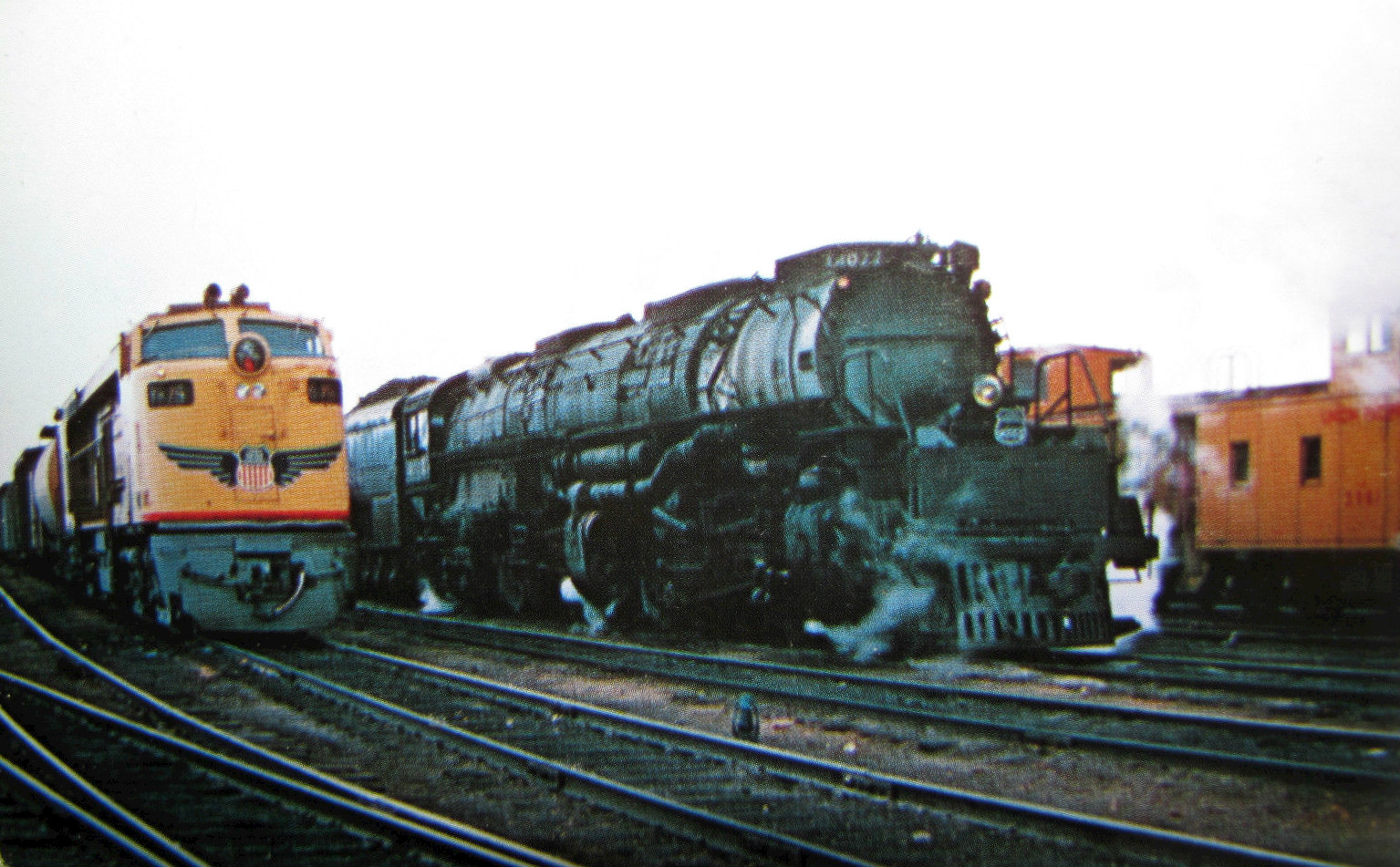
ビッグボーイ4022号と並ぶ第二世代ガスタービン機関車75号

1954年、UPはさらに15両を発注し、ロードナンバー61〜75とした。第一世代との相違点は、車体側面をえぐるような形でランボードを装備したことで、ベランダというニックネームが与えられた。ガスタービンエンジンや電装品に変更はない。
1950年代後半より、GM-EMDのGP9やオマハGP20と重連で使用されることもあった。これは、ガスタービンエンジンは、アイドリング時の燃料消費がフルスロットル時とほぼ同じであるため、総括制御する(される)ディーゼル機関車は編成出力の向上のためだけではなく、万一、ガスタービンエンジンが停止した場合に次の側線まで列車を移動するための手段としてであった。
なお、ガスタービンエンジンの信頼性は非常に高いものであった。

## 第三世代(UP1〜30)

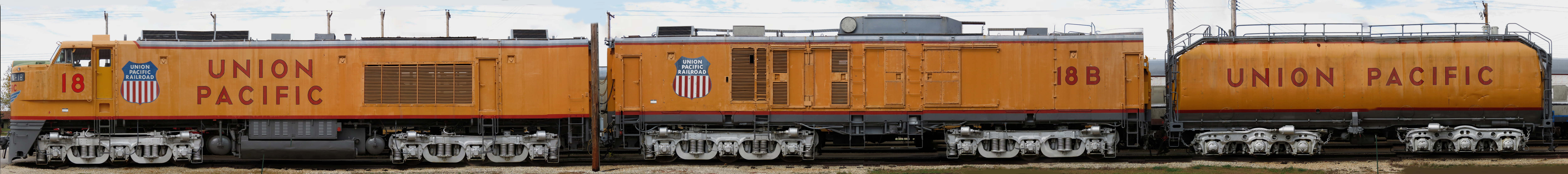
イリノイ鉄道博物館に保存中の第3世代のガスタービン機関車、UP18号を真横から撮影。3軸になった台車に運転台付き+無しの2両ユニットによる半永久連結型。さらに燃料を搭載したテンダーを連結と全長はかなりの長い。

続いて、1958年から1961年にかけて30両がロードナンバー1〜30として納入された。この形式は大幅な仕様変更が行われた。改良点は以下の通り。
- ガスタービンエンジンの出力向上 (5,000馬力(3,700kW)→8,500馬力(6,300kW))
- 3軸台車の採用
- 運転台のあるユニットとないユニット計2両の半永久連結型(車軸配置はC-C+C-Cの計12軸）

運転台のあるユニットには、補助のディーゼルエンジン(クーパー・ベッセマー製850馬力機関。ダイナミックブレーキとしても使用される)と制御装置が搭載され、運転台のないユニットにはガスタービンエンジンと発電機が搭載された。Aユニット＋Bユニットといったようにも見えるが、本来の意味でのBユニットはAユニットから運転台を取り去っただけのものであり、本形式とは根本的に異なる。そのため、例えばロードナンバー19を例にとると、運転台のあるユニットはロードナンバー19、ないユニットは同19Bと付番された。
前述第一・第二世代の51〜75号は本形式により1964年6月までに置き換えられた。51〜75号は、燃料フィルターが詰まるというトラブルを抱えており、燃料を濾してから補給するという方法が取られていた。

## 出力は1万馬力に達したか？
文献によっては、各車のガスタービンエンジンの出力を10,000馬力(7,500kW)まで向上させたと記述されたものがある。
元来、搭載しているガスタービンエンジンは海抜ゼロメートル地点においては1万馬力以上を発揮できるものであった。しかしながら、発電機は8,500馬力(6,300kW)の入力に対応しているため、それをとって8,500馬力を定格としていた。
1964年に1万馬力に向上させたという記述によれば、第三世代のテンダーの台車にも駆動用モーターを装備したものがあったという。しかし、それを噂に過ぎないという記述によれば、やはり電装品の仕様のため、8,500馬力のままだったという。

## GTELの功績と問題点

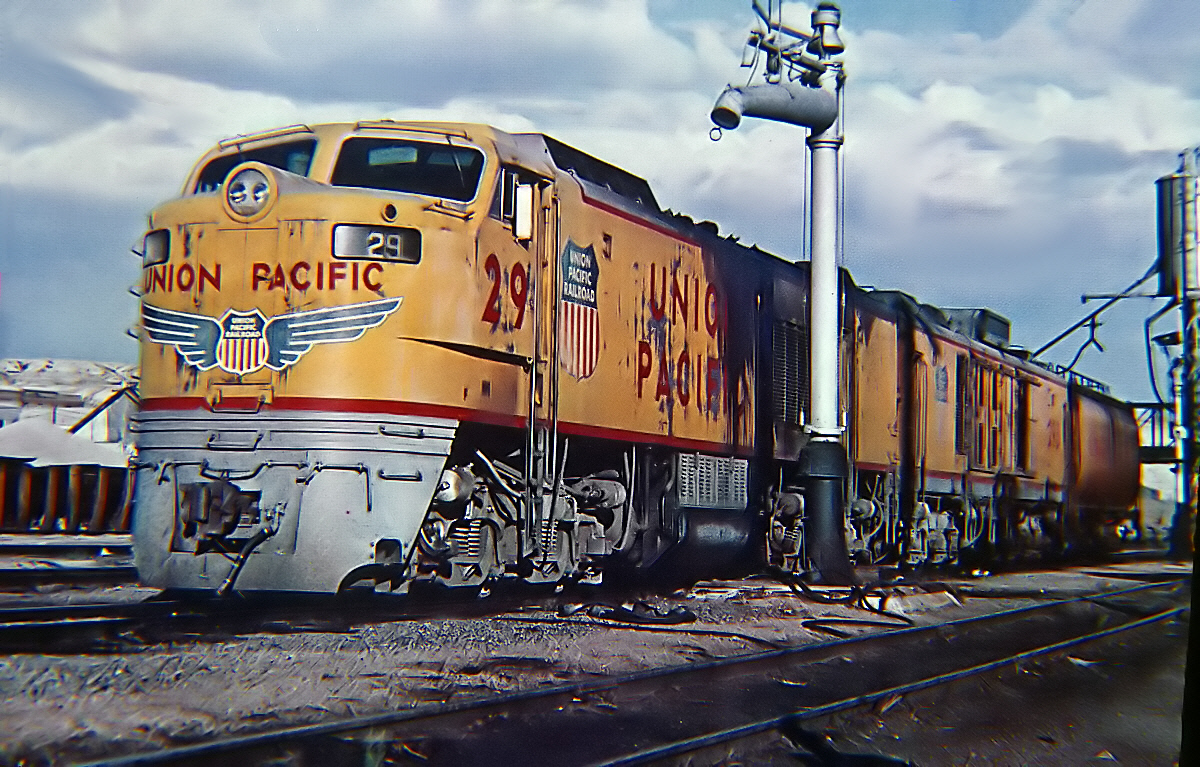
運用中の第三世代ガスタービン機関車29号。側面のフィルター周辺がすすで真っ黒になっている。

UPは世界で最も多くのGTELを運用した会社であった。GTELは広範囲で使用された。UPによれば、全貨物列車の10％をGTELが牽引したという。しかし燃費は非常に悪く、ディーゼル機関車で同出力を実現した場合の倍の燃料を消費した。しかし、C重油を使用していたUPのGTELにとって、これは本質的な問題ではない。C重油は軽油に比べて非常に安価であった。問題は、C重油の粘度が高く、取り扱いに難があったことである。
寒冷時、C重油はタールか糖蜜のようになった。これを解決するために、燃料テンダーに加熱器を設け、93度Cまで加熱する必要があった。また、すすの蓄積、腐食性の灰によるタービンブレードの腐食なども問題であった。

## 使用停止

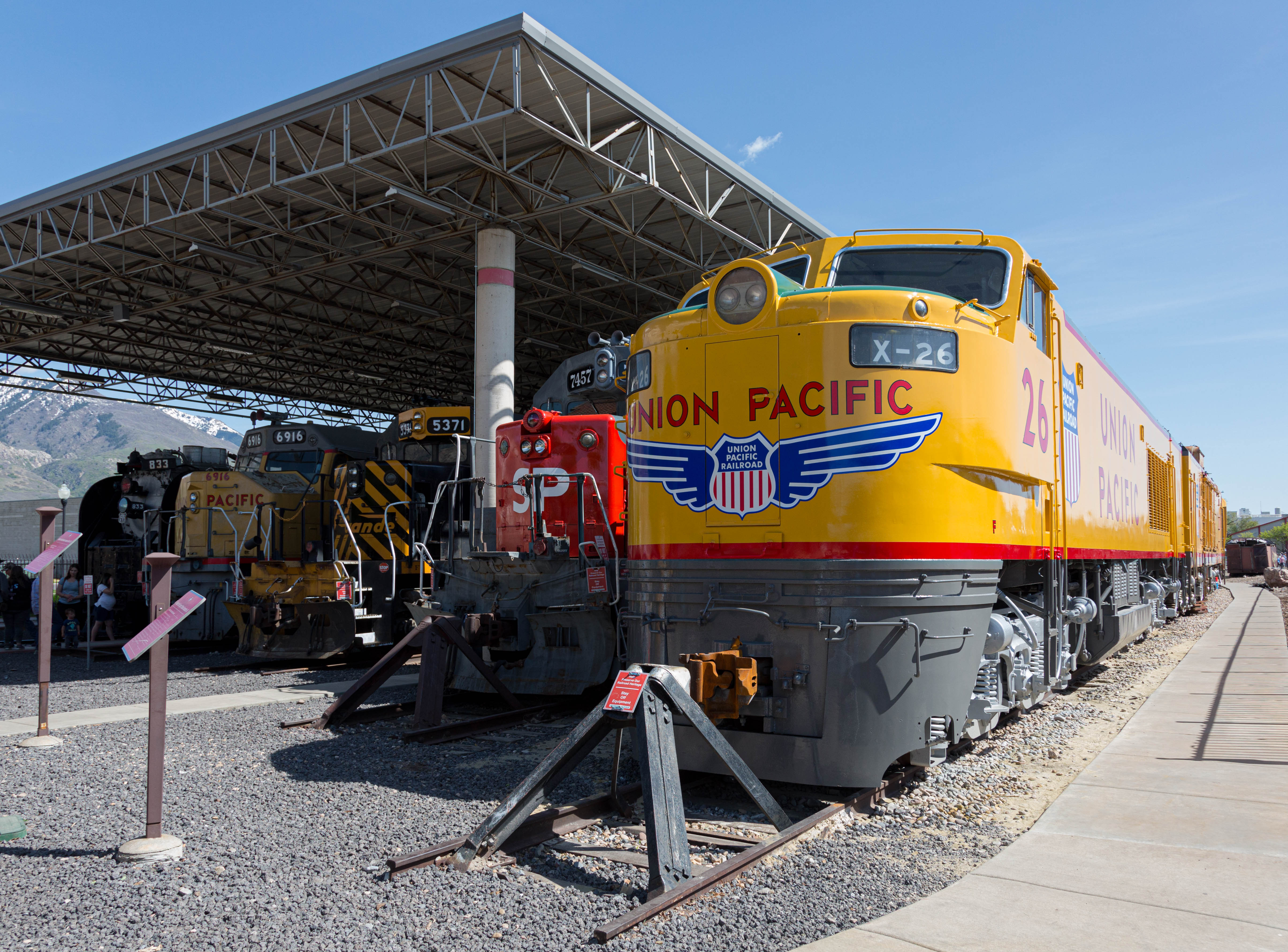
ユタ州オグデンに保存されている第三世代ガスタービン機関車26号。DDA40X 6916号やUP833号などと共に展示。

当時、C重油がプラスチック製造に使用されはじめ、接触分解の技術が向上してより原油を有効に活用できるようになってきた。それに従い、C重油が安価であるという利点は薄れてしまった。加えて1970年代のオイルショックを通じてガスタービンエンジンは燃料消費が大きいということが目立つようになってきた。それらをふまえ、1970年には全機が営業から外された。
運用されていた1〜30号の足回りは、GTELの代替として製造されたディーゼル機関車のU50Cに、51〜75号の足回りは同じくU50に転用された。
2両のみが保存され、UP26がユタ州オグデンに、UP18がイリノイ鉄道博物館に保管されている。また、いくつかのテンダーが炭水車に復元され、UP844、UP3985 (チャレンジャー)といった保存蒸気機関車で使用されている。

## さらなる挑戦・コールタービン
1961年10月、UPは試験的にGTELを製造した。アルコのPA-2を改造した車両と、ゼネラル・エレクトリックのW-1形電気機関車(グレート・ノーザン鉄道の廃車体を購入)を改造した車両をユニットとしたものである。ガスタービンエンジンは50〜75号で使用していたものを改造し、微粉炭を燃料として使用できるようにした。ロードナンバー80が付番され、のちにDD35との混同を避けるために1965年に8080号となった。
車軸配置は、運転台のあるユニットがA-1-A+A-1-A、もう片方がB-D+D-Bという16動軸であった。蒸気機関車の炭水車を改造したテンダーが用意され、そこには石炭を粉末にし、タービンに供給する装置が設けられた。出力は7,000馬力(5,200kW)。アルコPAのオリジナルのディーゼルエンジンは2,000馬力(1,500kW)であるため、5,000馬力(3,800kW)の上積みがなされたことになる。
しかしながら、第三世代までの機関車に発生したススとタービンブレード腐食という問題は、本機ではさらに増幅された。石炭を粉末にする過程もトラブルの元であった。オーバーサイズの微粉炭がタービンブレードを破損させた。実験は中止され、車両は解体された。
GTEL各車は100万マイル(160万km)以上を走行したが、本機は1万マイルも走らずに使用を中止された。